# Карној
Карној (фр. Carnoy) насеље је и општина у североисточној Француској у региону Пикардија, у департману Сома која припада префектури Перон.
По подацима из 2011. године у општини је живело 108 становника, а густина насељености је износила 36,0 становника/km². Општина се простире на површини од 3 km². Налази се на средњој надморској висини од 86 метара (максималној 126 m, а минималној 79 m).

## Демографија
| 1962. | 1968. | 1975. | 1982. | 1990. | 1999. | 2011. |
| ----- | ----- | ----- | ----- | ----- | ----- | ----- |
| 72    | 82    | 74    | 83    | 98    | 85    | 108   |

График промене броја становника у току последњих година